# Dženan Uščuplić
Dženan Uščuplić (Sarajevo, Yugoslavia, 18 de agosto de 1975-Zelengora, Bosnia y Herzegovina, 8 de agosto de 2024) fue un futbolista y entrenador de fútbol bosnio que jugó en la posición de centrocampista.

## Carrera

### Club
| Periodo   | Club        | Apariciones | Goles |
| --------- | ----------- | ----------- | ----- |
| 1994–1998 | FK Sarajevo | 84          | 20    |
| 2000      | FK Sarajevo | 2           | 0     |
| 2001      | FK Olimpik  | 7           | 0     |
| 2001–2002 | FK Sarajevo | 8           | 0     |

### Selección nacional
Jugó para Bosnia U21 en ocho ocasiones de 1996 a 1997 y anotó dos goles.

### Entrenador
| Equipo   | Desde               | Hasta                    | Récord | Récord | Récord | Récord | Récord |
| Equipo   | Desde               | Hasta                    | P      | G      | E      | P      |        |
| -------- | ------------------- | ------------------------ | ------ | ------ | ------ | ------ | ------ |
| Sarajevo | 10 de abril de 2014 | 26 de septiembre de 2014 | 19     | 11     | 4      | 4      |        |
| Sarajevo | 21 de abril de 2015 | 10 de septiembre de 2015 | 15     | 10     | 2      | 3      |        |
| Sarajevo | 13 de mayo de 2021  | 31 de mayo de 2021       | 4      | 3      | 1      | 0      |        |
| Sarajevo | 12 de mayo de 2022  | 1 de junio de 2022       | 4      | 1      | 0      | 3      |        |
| Total    | Total               | Total                    | 42     | 25     | 7      | 10     |        |

## Muerte
El 8 de agosto de 2024, 10 días antes de su 49 cumpleaños,  Uščuplić murió cuando fue alcanzado por un rayo cuando iba cabalgando cerca de la montaña de Zelengora en el Parque nacional Sutjeska en Bosnia y Herzegovina.

## Logros

### Jugador
- Copa de Bosnia y Herzegovina: 1996–97, 1997–98. 2001–02
- Supercopa de Bosnia y Herzegovina: 1997

### Entrenador
- liga Premier de Bosnia y Herzegovina: 2014–15
- Copa de Bosnia y Herzegovina: 2013–14, 2020–21